# Liste de peintures de Guido Reni
Cette page non exhaustive fournit une liste chronologique de tableaux du peintre Guido Reni dit le Guide, né à Bologne le 4 novembre 1575 et mort dans la même ville le 18 août 1642, peintre, fresquiste et graveur italien de la période baroque.
|     | Image                                      | Titre                                                                                             | Année                                                    | Technique        | Dimensions                                                                | Lieu d'exposition                                     | Ville                 |
| --- | ------------------------------------------ | ------------------------------------------------------------------------------------------------- | -------------------------------------------------------- | ---------------- | ------------------------------------------------------------------------- | ----------------------------------------------------- | --------------------- |
| 1   |                                            | Couronnement de Marie et Saints                                                                   | 1595                                                     | huile sur toile  | 253 x 197 cm                                                              | Pinacothèque nationale                                | Bologne               |
| 2   |                                            | Vision de saint Eustache                                                                          | 1596                                                     | huile sur toile  | 193 × 123 cm                                                              | Palazzo Durazzo-Pallavicini                           | Gênes                 |
| 3   |                                            | Chute de Phaéton                                                                                  | 1596                                                     | Fresque          | 256 x 222 cm                                                              | Palais Rossi                                          | Bologne               |
| 4   |                                            | Assomption de la Vierge                                                                           | entre 1596 et 1597                                       | huile sur toile  | 58 x 44 cm                                                                | Städelsches Kunstinstitut                             | Francfort-sur-le-Main |
| 5   |                                            | Séparation de la lumière et des ténèbres                                                          | 1596/98                                                  | fresques         | -                                                                         | collection Bankes                                     | Kingston Lacy         |
| 6   | 229 x 229 px · 223 x 223 px                | Force / Justice                                                                                   | 1599                                                     | Fresques         | 262,5 x 140 cm ( x 2)                                                     | Pinacothèque nationale                                | Bologne               |
| 7   |                                            | Saint Jérôme                                                                                      | 1599-1600                                                | huile sur toile  | ?                                                                         | Galleria Spada                                        | Rome                  |
| 8   |                                            | Saint Pierre pénitent                                                                             | 1600                                                     | huile sur toile  | 62,5 x 48 cm                                                              | coll.Mainetti                                         | Rome                  |
| 9   |                                            | Portrait de Beatrice Cenci (attribution remise en cause)                                          | 1600                                                     | huile sur toile  | 64,5 x 49 cm                                                              | Galleria Nazionale d'Arte Antica                      | Rome                  |
| 10  |                                            | Assomption de la Vierge                                                                           | 1600                                                     | huile sur toile  | -                                                                         | Église collégiale de sainte Marie Majeure             | Pieve di Cento        |
| 11  |                                            | Sainte Cécile et Quatre Saints (attribution et/ou datation particulièrement douteuse)             | 1600                                                     | huile sur toile  | 215 x 137 cm                                                              | Église saint Louis des Français                       | Rome                  |
| 12  |                                            | Madone des neiges                                                                                 | env. 1600 ? (daté de 1622 par le Musée)                  | huile sur toile  | 250 x 176 cm                                                              | Musée des Offices                                     | Florence              |
| 13  |                                            | Christ avec sa couronne d'épines                                                                  | env. 1600                                                | huile sur cuivre | 50 x 41 cm                                                                | Kunsthistorisches Museum                              | Vienne                |
| 14  |                                            | Cycle de fresques pour l'oratoire san Colombano                                                   | 1600-1601                                                | fresques         | 320 x 182 cm / 320 x 210 cm                                               | Oratoire de San Colombano                             | Bologne               |
| 15  |                                            | Autoportrait                                                                                      | 1602/1603                                                | huile sur toile  | 64,5 x 52 cm                                                              | coll.privée                                           | Bologne               |
| 16  |                                            | Christ à la colonne                                                                               | env. 1603                                                | huile sur toile  | 192,7 x 114,4 cm                                                          | Städelsches Kunstinstitut                             | Francfort-sur-le-Main |
| 17  | 414 x 414 px                               | Crucifiement de saint Pierre                                                                      | 1603/1605                                                | huile sur toile  | 305 x 175 cm                                                              | Pinacothèque Vaticane                                 | Rome                  |
| 18  |                                            | Le Christ ressuscité apparaissant à Marie (attr. ou datation erronée, ou atelier )                | 1605/1606                                                | huile sur toile  | 285 x 187 cm                                                              | Musée des Beau x -Arts                                | Nancy                 |
| 19  |                                            | Pierre et Paul                                                                                    | vers 1605                                                | huile sur toile  | 197 x 140 cm                                                              | Pinacothèque de Brera                                 | Milan                 |
| 20  |                                            | David tenant la tête de Goliath                                                                   | 1604/1606                                                | huile sur toile  | 220 x 145 cm                                                              | Musée du Louvre                                       | Paris                 |
| 21  |                                            | David tenant la tête de Goliath                                                                   | 16.../1624                                               | huile sur toile  | 228 x 163 cm                                                              | Musée des Beau x -Arts                                | Orléans               |
| 22  |                                            | Sainte Cécile                                                                                     | 1606                                                     | huile sur toile  | 95,9 x 74,9 cm                                                            | Musée Norton Simon,                                   | Pasadena              |
| 23  |                                            | Sainte Catherine                                                                                  | vers 1606                                                | huile sur toile  | ?                                                                         | Musée du Prado                                        | Madrid                |
| 24  |                                            | Saint François d'Assise avec un ange musicien                                                     | 1606/1607                                                | huile sur bois   | 44,4 x 34 cm                                                              | Pinacothèque nationale                                | Bologne               |
| 25  |                                            | L’Agonie au jardin des Oliviers                                                                   | 1607                                                     | huile sur cuivre | ?                                                                         | monastère des Descalzas Reales                        | Madrid                |
| 26  |                                            | L'Agonie au jardin des Oliviers                                                                   | 1607                                                     | huile sur cuivre | ?                                                                         | Musée municipal                                       | Sens                  |
| 27  |                                            | Cycle de fresque pour la salle des noces Aldobrandini (épisodes de la vie de Samson)              | env. 1608                                                | fresques         | 241 x 266 cm/ 350 x 166 cm/ 241 x 166 cm                                  | Salle des Noces Aldobrandini et appartements.         | Cité du Vatican       |
| 28  |                                            | Trasfiguration, Descente de l'Esprit saint et Ascension                                           | env. 1608                                                | Fresques         | 182 cm diam. pour les deu x Tondi et 182×373 cm pour le rectangle central | Musée du Vatican )- Salle des Dames                   | Cité du Vatican       |
| 29  |                                            | Fresques pour l'église de San Gregorio al Cielo                                                   | 1608/1609                                                | Fresques         | 410 x 640 cm / 340 x 560 cm                                               | Eglise san Gregorio al Cielo                          | Rome                  |
| 30  |                                            | Cycle de fresques sur la vie de Marie                                                             | 1609/1611                                                | Fresques         | 360 x 335 cm / 210 x 200 cm / 425 x 180 cm / ...                          | Chapelle du Palais du Quirinal                        | Rome                  |
| 31  |                                            | Portrait dit de la Mère de l'artiste                                                              | 1610/1611                                                | huile sur toile  | 64 x 55 cm                                                                | Pinacothèque nationale                                | Bologne               |
| 32  |                                            | Le Massacre des Innocents                                                                         | 1611/1612                                                | huile sur toile  | 268 x 170 cm                                                              | Pinacothèque nationale                                | Bologne               |
| 33  |                                            | La Victoire de Samson                                                                             | 1611/1612                                                | huile sur toile  | 260 x 223 cm                                                              | Pinacothèque nationale                                | Bologne               |
| 34  |                                            | L'Aurore                                                                                          | 1612-1614                                                | Fresque          | 280 x 700 cm                                                              | Casino Rospigliosi Pallavicini                        | Rome                  |
| 35  |                                            | Le Martyre de sainte Apolline                                                                     | env. 1614                                                | huile sur cuivre | 44,1 × 33,6 cm<                                                           | coll. Alana                                           | -                     |
| 36  |                                            | Saint Philippe Néri en extase                                                                     | 1614                                                     | huile sur toile  | 180 x 110 cm                                                              | Santa Maria in Vallicella                             | Rome                  |
| 37  |                                            | Moïse collectant la manne                                                                         | 1614/1615                                                | huile sur toile  | -                                                                         | Duomo                                                 | Ravenne               |
| 38  |                                            | Loth et ses Filles                                                                                | 1614/1615                                                | huile sur toile  | 111.2 × 149.2 cm                                                          | National Gallery                                      | Londres               |
| 39  |                                            | Saint Sébastien                                                                                   | 1615                                                     | huile sur toile  | 129 x 98 cm                                                               | Musées du Capitole                                    | Rome                  |
| 40  |                                            | Assomption                                                                                        | 1616                                                     | huile sur toile  | 442 x 287 cm                                                              | Église del Gesù e dei Santi Ambrogio e Andrea         | Gênes                 |
| 41  |                                            | Christ en croix avec Marie, Marie Madeleine et saint Jean                                         | 1617/1619                                                | huile sur toile  | -                                                                         | Pinacothèque nationale                                | Bologne               |
| 42  | 110 x 110 px · 110 x 110 px · 111 x 111 px | Cycle des travaux d'Hercule                                                                       | 1617-1621                                                | huiles sur toile |                                                                           | Musée du Louvre                                       | Paris                 |
| 43  |                                            | Déjanire enlevée par le centaure Nessus                                                           | 1617-1621                                                | huile sur toile  | 239 x 193 cm                                                              | Musée du Louvre                                       | Paris                 |
| 44  |                                            | Saint Sébastien (Copie du Saint Sébastien de Dulwich ou de Vienne ?)                              | 1619                                                     | huile sur toile  | 170 x 133 cm                                                              | Musée du Prado                                        | Madrid                |
| 45  |                                            | Saint Sébastien (copie du Saint Sébastien du Prado ou de Vienne ?) (plus probablement l'original) | estimé par le musée entre 1620 et 1639                   |                  | 131 x 170 cm                                                              | Dulwich Picture Gallery                               | Dulwich               |
| 46  |                                            | Saint Sébastien (copie du Saint Sébastien du Prado ou de Dulwich ?)                               |                                                          |                  |                                                                           | Kunsthistorisches Museum                              | Vienne                |
| 47  |                                            | Bacchus et Ariane                                                                                 | 1619/1620                                                | huile sur toile  | 96,5 × 86,4 cm                                                            | musée d'Art du comté de Los Angeles                   | Los Angeles           |
| 48  |                                            | Adam et Ève au Paradis                                                                            | vers 1620                                                | huile sur toile  | 277 x 196 cm                                                              | Musée des Beau x -Arts                                | Dijon                 |
| 49  |                                            | La Charité                                                                                        | 1620                                                     | huile sur toile  | 115 x 90 cm                                                               | Palazzo Pitti                                         | Florence              |
| 50  |                                            | Christ portant sa Croix                                                                           | 1620                                                     | huile sur bois   | 36,5 x 24 cm                                                              | Musée des Augustins                                   | Toulouse              |
| 51  |                                            | David                                                                                             | 1620                                                     | huile sur toile  | 64,5 x 48,5 cm                                                            | Kunsthistorisches Museum                              | Vienne                |
| 52  |                                            | Union de la Couleur et du Dessin                                                                  | entre 1620 et 1625                                       | huile sur toile  | 121 cm de diamètre                                                        | Musée du Louvre                                       | Paris                 |
| 53  |                                            | Moïse brisant les Tables de la Loi                                                                | entre 1620 et 1625                                       | huile sur toile  | 173 x 134 cm                                                              | Galerie Borghèse                                      | Rome                  |
| 54  |                                            | Apollon écorchant Marsyas                                                                         | entre 1620 et 1625                                       | huile sur toile  | 220 x 167 cm                                                              | Musée des Augustins                                   | Toulouse              |
| 55  |                                            | Atalante et Hippomène (Guido Reni aurait réalisé quatre copies de l'œuvre… ?)                     | 1620/1625                                                | huile sur toile  | 206 x 297 cm                                                              | Musée du Prado                                        | Madrid                |
| 56  |                                            | Atalante et Hippomène                                                                             | 1620/1625                                                | huile sur toile  | 191 x 264 cm                                                              | Musée Capodimonte                                     | Naples                |
| 57  |                                            | Le Christ remettant les clés à saint Pierre                                                       | 1620/1625                                                | huile sur toile  | 342 x 212 cm                                                              | Musée du Louvre                                       | Paris                 |
| 58  |                                            | L'Annonciation de Fano                                                                            | 1621                                                     |                  |                                                                           | Pinacoteca civica                                     | Fano                  |
| 59  |                                            | Saint François en extase (attribution plus que douteuse)                                          | 1622                                                     | huile sur toile  | 198 x 133 cm                                                              | Église des Girolamini                                 | Naples                |
| 60  |                                            | Saint François en prière (attribution douteuse)                                                   | ?                                                        | huile sur toile  | ?                                                                         | Palazzo Colonna                                       | Rome                  |
| 61  |                                            | Suzanne et les Vieillards                                                                         | 1622/1623                                                | huile sur toile  | 116.6 × 150.5 cm                                                          | National Gallery                                      | Londres               |
| 62  |                                            | Amour sacré et Amour profane                                                                      | 1622/1623                                                | huile sur toile  | 131 x 163 cm                                                              | Gallerie nationale du Palais SPinoli                  | Gênes                 |
| 63  |                                            | Saint Jérôme                                                                                      | 1623-1633                                                | huile sur toile  | 65 x 56 cm                                                                | Musée du Prado                                        | Madrid                |
| 64  |                                            | Le Baptême du Christ                                                                              | 1622/1623                                                | huile sur toile  | 263,5 x 186,5 cm                                                          | Kunsthistorisches Museum                              | Vienne                |
| 65  |                                            | Saint Jean Baptiste caressant l'agneau sans tache                                                 | 1624/1626 (?)                                            | huile sur toile  | 157 x 113 cm                                                              | Musée des Beau x -Arts                                | Nantes                |
| 66  |                                            | La Trinité                                                                                        | 1624/1626                                                | huile sur toile  | 564 x 301 cm                                                              | Église de la Trinité des Pèlerins                     | Rome                  |
| 67  |                                            | La Purification de la Vierge                                                                      | 1625/1650                                                | huile sur toile  | 286 x 202 cm                                                              | Musée du Louvre                                       | Paris                 |
| 68  |                                            | L'Immaculée Conception                                                                            | 1627                                                     | huile sur toile  | 268 x 185 cm                                                              | Metropolitan Museum of Art                            | New York              |
|     |                                            | Sainte Madeleine en prière                                                                        | Vers 1627-1628                                           | huile sur toile  | 111,5 x 93 cm                                                             | Musée des Beaux-Arts de Quimper                       | Quimper               |
| 69  |                                            | L'Annonciation d'Ascoli Piceno                                                                    | 1628/1629                                                | huile sur toile  | 237 x 154 cm                                                              | pinacoteca civica                                     | Ascoli Piceno         |
| 70  |                                            | L'Annonciation                                                                                    | 1629                                                     | huile sur toile  | 320 x 222 cm                                                              | Musée du Louvre                                       | Paris                 |
| 71  |                                            | La Charité                                                                                        | 1630                                                     | huile sur toile  | 137,2 x 106 cm                                                            | Metropolitan Museum of Art                            | New Yorkk             |
| 72  |                                            | Mgr Andrea Corsini en prière                                                                      | 1630/1635                                                | huile sur toile  | 235 x 155 cm                                                              | Musée des Offices                                     | Florence              |
| 73  |                                            | Adoration des pasteurs (copie médiocre de l'Adoration de Londres)                                 | 1630/1642                                                | huile sur toile  | 485 x 350 cm                                                              | Chartreuse saint Martin                               | Naples                |
| 74  |                                            | Saint Michel Archange terrassant le démon                                                         | entre 1630 et 1635                                       | huile sur toile  | 293 x 202 cm                                                              | Église Sainte Marie de la Conception des Capucins     | Rome                  |
| 75  |                                            | L'Enlèvement d'Hélène                                                                             | 1631                                                     | huile sur toile  | 253 x 265 cm                                                              | Musée du Louvre                                       | Paris                 |
| 76  |                                            | Portrait de Bernardino Spada'                                                                     | 1631                                                     | huile sur toile  | 222 x 147 cm                                                              | Galleria Spada                                        | Rome                  |
| 77  |                                            | La Vierge de la Paix                                                                              | 1631/1632                                                | huile sur toile  | 183 x 147 cm                                                              | Musée Condé                                           | Chantilly             |
| 78  |                                            | Autoportrait                                                                                      | vers 1635                                                | huile sur toile  | 48,5 x 37 cm                                                              | Musée des Offices                                     | Florence              |
| 79  |                                            | Saint Jospeh tenant l'Enfant Jésus dans ses mains                                                 | vers 1635                                                | huile sur toile  | 126 x 101 cm                                                              | Musée de l'Ermitage                                   | Saint-Petersbourg.    |
| 80  |                                            | Sibylle                                                                                           | 1635                                                     | huile sur toile  |                                                                           | Pinacothèque nationale                                | Bologne               |
| 81  |                                            | Madeleine pénitente                                                                               | 1635                                                     | huile sur toile  | 90,8 x 74,3 cm                                                            | Walters Art Museum                                    | Baltimore             |
| 82  |                                            | Saint Matthieu et l'Ange                                                                          | 1635-1640                                                | huile sur toile  | 85 x 68 cm                                                                | Pinacothèque vaticane                                 | Cité du Vatican       |
| 83  |                                            | La Mort de Cléopâtre                                                                              | 1635/1640 ou parfois 1625                                | huile sur toile  | 124 x 94 cm                                                               | la Bildergalerie dans le parc Sanssouci               | Potsdam               |
| 84  |                                            | Le Triomphe de Job                                                                                | a priori 1636 bien que le retable fut commandité en 1621 | huile sur toile  | 410 x 270 cm                                                              | Cathédrale Notre Dame de Paris                        | Paris                 |
| 85  |                                            | Ecce Homo ou Le Christ au roseau                                                                  | vers 1636                                                | huile sur toile  | 45 x 60 cm                                                                | Musée du Louvre                                       | Paris                 |
| 86  |                                            | Saint Jean-Baptiste                                                                               | huile sur toile                                          | 225,4 x 162,2 cm | Dulwich Picture Gallery                                                   | Dulwich                                               |                       |
| 87  |                                            | Lucrèce                                                                                           | 1636/1638                                                | huile sur toile  | 101 x 82 cm                                                               | Musée national de l'Art occidental                    | Tokyo                 |
| 88  |                                            | L'Assomption de la Vierge                                                                         | 1637                                                     | huile sur toile  | 242 x 161 cm                                                              | Musée des Beau x -Arts                                | Lyon                  |
| 89  |                                            | Bacchus                                                                                           | 1637 (parfois 1623)                                      | huile sur toile  | 72 x 56 cm                                                                | Gemäldegalerie Alte Meister                           | Dresde                |
| 90  |                                            | Le Rapt d'Europe                                                                                  | 1637-1639                                                | huile sur toile  | 177 × 129.5 cm                                                            | National Gallery                                      | Londres               |
| 91  |                                            | L'Apparition d'un ange à saint Jérôme                                                             | 1638                                                     | huile sur toile  | 199,7 x 147,9                                                             | Institute of Art                                      | Detroit               |
| 92  |                                            | Ecce Homo                                                                                         | vers 1639                                                | huile sur toile  | 113 x 95,2 cm                                                             | Fitzwilliam Museum                                    | Cambridge             |
| 93  |                                            | Le Salvator Mundi - Attr.douteuse                                                                 | vers 1639                                                | huile sur toile  | ?                                                                         | Musée de Strada Nuova - Palazzo Rosso                 | Gënes                 |
| 94  |                                            | Ecce Homo                                                                                         | vers 1640 (datation voire attribution plus que douteuse) | huile sur toile  | 71,8 x 55,5 cm                                                            | coll.privée                                           | -                     |
| 95  |                                            | Adoration des bergers                                                                             | vers 1640                                                | huile sur toile  | 480 x 321 cm                                                              | National Gallery                                      | Londres               |
| 96  |                                            | Anima Beata                                                                                       | 1640/1642                                                | huile sur toile  | 252 x 153 cm                                                              | Musée Capitolini                                      | Rome                  |
| 97  |                                            | Marie veillant l'Enfant Jésus                                                                     | 1640/1642                                                | huile sur cuivre | 66 x 88 cm                                                                | Kunsthistorisches Museum                              | Vienne                |
| 98  |                                            | Vierge à l'Enfant Jésus jouant avec un oiseau                                                     | date indéterminée                                        | huile sur toile  | 70 x 85 cm                                                                | Musée du Louvre                                       | Paris                 |
| 99  |                                            | Vierge à l'Enfant avec saint Jean Baptiste (d'après Guido Reni)                                   | ?                                                        | huile sur toile  | 116 x 147 cm                                                              | Musée du Louvre                                       | Paris                 |
| 100 |                                            | L'Éducation de la Vierge                                                                          | 1640/1642                                                | huile sur toile  | 205,5 x 146 cm                                                            | Musée de l'Ermitage                                   | Saint-Petersbourg     |
| 101 |                                            | Jésus et la Samaritaine                                                                           | ?                                                        | huile sur toile  | ?                                                                         | Musée des Beau x -Arts                                | Carcassonne           |
| 102 |                                            | Vierge de l'Annonciation                                                                          | ?                                                        | huile sur toile  | 58,5 x 48,5 cm                                                            | Landesmuseum für Kunst und Kulturgeschichte Oldenburg | Oldenbourg            |
| 103 |                                            | Portrait de Jean Jacobs orfèvre bruxellois                                                        | ?                                                        | ?                | ?                                                                         | ?                                                     | Bologne ?             |
| 104 |                                            | Copie dessinée de la peinture de La Mort de Lucrèce (œuvre disparue en 1945)                      | ?                                                        | huile sur toile  | œuvre originale de 150 x 107 cm                                           | Jadis au Musée des Beaux-Arts d'Orléans               | Orléans               |
| 105 |                                            | Le Christ dans les limbes devant sa mère                                                          | 1629                                                     | huile sur toile  | 322 x 199 cm                                                              | autrefois à la Gemäldegalerie Alte Meister de Dresde  | Dresde                |
| 106 |                                            | La Sainte Trinité adorée par deux anges (copie)                                                   | ?                                                        | huile sur toile  | 418 x 215 cm                                                              | Musée du Louvre                                       | Paris                 |
| 107 |                                            | Bacchus et Ariane                                                                                 | 1637                                                     | huile sur toile  | -                                                                         | -                                                     | -                     |
| 108 |                                            | L'Immaculée Conception                                                                            | -                                                        | huile sur toile  | -                                                                         | coll. Ellesmere Bridgewater House                     | Londres               |